# Tök alsó
A Tök alsó (eredeti cím: Deuce Bigalow: Male Gigolo) 1999-ben bemutatott amerikai filmvígjáték, amelyet rendezői debütálásában Mike Mitchell rendezett. Forgatókönyvírói Harris Goldberg és Rob Schneider, főszerepekben pedig Schneider, William Forsythe, Eddie Griffin és Arija Bareikis láthatók. A film a Happy Madison Productions filmgyártó cég első filmje. Adam Sandler volt a film vezető producere.
A filmet az Amerikai Egyesült Államokban 1999. december 10-én mutatta be a Walt Disney Studios Motion Pictures a Touchstone Pictures márkanév alatt. Általánosságban negatív véleményeket kapott a kritikusoktól, azonban pénzügyi szempontból sikeresen teljesített: 92 millió dolláros bevételt hozott világszerte a 17 millió dolláros költségvetéssel szemben.
A folytatása 2005-ben jelent meg a Columbia Pictures gondozásában, Tök alsó 2. – Európai turné címmel.

## Cselekmény
Deuce Bigalow egy nem túl sármos, szerencsétlenkedő akváriumtisztító. Összefut egy férfi dzsigolóval, aki megkéri, hogy vigyázzon a drága halaira, amíg ő üzleti úton van. Deuce azonban tönkreteszi a házat, ezért pénzre van szüksége a javításhoz. Csak úgy tud boldogulni, ha maga is dzsigolóvá válik, és szokatlan módon különböző korosztályú női ügyfelet vállal. Néhány problémába azonban beleütközik. Beleszeret az egyik kliensébe, és egy aljas rendőr a nyomába ered.

## Szereplők
| Karakter                    | Színész             | Magyar hang         |
| --------------------------- | ------------------- | ------------------- |
| Deuce Bigalow               | Rob Schneider       | Háda János          |
| Chuck Fowler nyomozó        | William Forsythe    | Juhász György       |
| T.J. Hicks                  | Eddie Griffin       | Selmeczi Roland     |
| Kate                        | Arija Bareikis      | Gubás Gabi          |
| Antoine Laconte             | Oded Fehr           | Schnell Ádám        |
| Claire                      | Gail O'Grady        | Mics Ildikó         |
| Bob Bigalow                 | Richard Riehle      | Dobránszky Zoltán   |
| Mrs. Elaine Fowler          | Jacqueline Obradors | Tallós Rita         |
| Jabba Lady / Fluisa / Naomi | Big Boy             | Vass Gábor          |
| Vic                         | Allen Covert        |                     |
| Dr. Rosenblatt              | Barry Cutler        | Vizy György         |
| Bíró                        | Ron Soble           | Rudas István        |
| Ruth                        | Amy Poehler         | Majsai-Nyilas Tünde |
| Neil                        | Andrew Shaifer      | Csőre Gábor         |
| Margaret                    | Marlo Thomas        | Pálos Zsuzsa        |
| Bergita                     | Dina Platias        | Csampisz Ildikó     |
| Tina, az óriásnő            | Torsten Voges       | Janovics Sándor     |
| Carol, a narkolepsziás      | Deborah Lemen       | Benkő Nóra          |
| Allison                     | Bree Turner         | Oláh Orsolya        |
| Sally                       | Jackie Sandler      | Bálint Sugárka      |
| Megan                       | Karlee Holden       | Bognár Gyöngyvér    |
| Amber                       | Chloé Hult          |                     |
| Natalie                     | Natalie Garner      |                     |
| Csapos                      | Norm MacDonald      | Imre István         |

## Fogadtatás
A film negatív kritikákat kapott. A Rotten Tomatoes oldalán 22%-ot ért el, 76 kritika alapjában, és 4 pontot szerzett a tízből. A Metacritic oldalán 30 pontot ért el a százból, 26 kritika alapján.
Roger Ebert egy és fél csillagot adott a filmre. A The Dallas Morning News kritikusa, Kendall Morgan szerint "ez a film mellett a Keresd a nőt! igazi műalkotásnak tűnik".